# Біскупиці-Радловські
Біскупиці-Радловські (пол. Biskupice Radłowskie) — село в Польщі, у гміні Радлув Тарнівського повіту Малопольського воєводства.
Населення — 1083 особи (2011).

## Демографія
Демографічна структура станом на 31 березня 2011 року:
|          | Загалом | Допрацездатний вік | Працездатний вік | Постпрацездатний вік |
| -------- | ------- | ------------------ | ---------------- | -------------------- |
| Чоловіки | 525     | 94                 | 347              | 84                   |
| Жінки    | 558     | 118                | 313              | 127                  |
| Разом    | 1083    | 212                | 660              | 211                  |